# Sophia Magdalena Cantzler
Sophia Magdalena Cantzler, född Cantzler 20 mars 1799 i Stockholm, död 17 mars 1890 i Stockholm, var en svensk målare.
Hon var dotter till grosshandlaren Tomas Gottlieb Cantzler och gift med sin kusin bruksägaren Carl Henrik Cantzler och mor till Axel, Carl, Herman Gottlieb och Johan Cantzler. Hon var verksam som målare under 1800-talets tidigare hälft.